# 松尾藩
松尾藩（まつおはん）は、明治維新期の短期間、上総国に存在した藩。1868年に遠江掛川藩5万石の太田家が移封され、1871年の廃藩置県まで存続した。藩庁ははじめ上総国武射郡柴山（現在の千葉県山武郡芝山町）に置かれ、柴山藩（しばやまはん）と称したが、のちに武射郡松尾（山武市松尾町）に松尾城を築いて移転した。
本記事では廃藩後に設置された松尾県（まつおけん）についても言及する。

## 歴史

### 掛川藩の上総移転
明治元年（1868年）5月、明治政府は徳川宗家の徳川家達（田安亀之助）に駿府城を与え、駿河国・遠江国など70万石の領知を認める方針を示した（駿府藩参照）。これに伴い、それまで駿遠両国に領地を有していた大名は房総に移されることとなった。遠江国掛川藩主であった太田資美は、9月5日に遠江国所在の領地の上知を命じられ、9月21日付で上総国武射・山辺郡内に代地を与えられた。これらの諸村は多くはもと旗本領で、房総知県事管轄下に置かれていた村である。
明治2年（1869年）2月2日、資美は掛川を出立し東京に向かった。3月7日、掛川城は中泉代官・大竹庫三郎に引き渡された。5月、新領地の武射郡柴山村の観音教寺に仮藩庁を設置し、藩名を「柴山藩」とした。同月11日、執政ら藩幹部を投票で選出するよう藩内に達した。6月19日、版籍奉還により資美は知藩事に任命され、20日に仮藩庁所在地である柴山に入った。
新領地に「居城」としてふさわしい城はなかったため、藩では武射郡猿尾村・田越村・八田村・水越村・五反田村・大堤村・小借毛村・馬渡村やその入会地の山林原野を開拓し、藩庁と知事邸・藩士居住地（城と城下町）の建設を行った。工事は明治2年10月より始められ、翌明治3年（1870年）11月に藩庁と知事邸、および城下町が一応は完成して移転した。新たに設けられた城と町は「松尾」と命名された。「松尾」は掛川城の別称「松尾城」に由来する。上総において新たに築城された「松尾城」は、西洋風の稜堡式要塞の形状を取り入れた城である。翌明治4年（1871年）1月13日、藩は「松尾藩」と改称した。
上総移転から廃藩まで、わずか4年足らずの存続期間であったが、資美は藩の基礎を固めるため、藩校である「教養館」や病院「好生所」などの創設に尽力した。特にこの病院は、貧乏人には無料で回診し、70歳から80歳以上の者には扶持を与えるなど、資美は福祉政策に力を注いだ（柴山時代には「仮好生所」として柴山村大善寺内に開設していた）。さらに資美は財政政策のため、物産会所を設置し、養蚕を奨励した。

### 松尾県
明治4年（1871年）7月13日の廃藩置県により松尾藩は廃藩となり、松尾県が設置された。同月15日に太田資美は知藩事を免職となり、大参事が県の事務を統括することとなった。11月14日、安房・上総国を管轄する木更津県が設置され、松尾県は廃止された。

## 歴代藩主
太田家
旧譜代、実高5万3428石
1. 資美

## 領地
上総国山辺郡・武射郡内148か村を管轄した。石高は5万3428石余。

## 備考
松尾IT保健福祉センター（山武市松尾町五反田）内に松尾藩資料館（山武市歴史民俗資料館分館）がある。旧藩士の子孫で結成する「太田会」の会員がそれぞれ保管していた松尾藩ゆかりの品を寄贈したもので、2015年11月に開設された。